# Торез (город)
Торе́з / Чистяко́во (укр. Чистякове) — город в Горловском районе Донецкой области Украины, административный центр Чистяковской городской общины. С июня 2014 года находится под контролем самопровозглашённой Донецкой Народной Республики, где образует Торезский городской совет. Согласно законодательству Украины является временно оккупированной территорией.

## История
Археологические памятники свидетельствуют о том, что территория нынешнего города была заселена ещё в древние времена. В районе шахты «Лесная» обнаружено древнетюркское погребение, где найдены цепная сбруя и золотая византийская монета VIII века.
Населённый пункт был образован в 1778 году как небольшое поселение у слияния рек Севостьяновки и Орловой (бассейн Миуса) беглыми крепостными из разных губерний России. К 1800 году в слободе Алексеевка, основанной генерал-лейтенантом С. Леоновым и названной в честь его сына Алексея, проживало 225 человек. В 1840 году в Алексеевке внук генерала А. А. Леонов начал строительство новой усадьбы, и селение получило название Алексеево-Леоново. К этому времени в нём насчитывалось 259 душ мужского пола. Почти все они были неграмотными.
Жилища крепостных, слепленные из кусков дерева, глины, камня и соломы, составляли в основном три улицы — это нынешние улицы им. Ленина, им. И. И. Сызранцева и им. Воровского.
Большое значение в жизни посёлка имела чумацкая дорога, которая проходила по северной его границе возле Глуховского леса. Дорога шла из Бахмута на Ростов и Таганрог через нынешние населённые пункты: Мочалино-Снежное-Куйбышево. Дорога получила название чумацкой от чумаков — крестьян, занимавшихся с разрешения своих господ извозом, а иногда и торговлей.
С 1860-х годов — центр добычи каменного угля. С 1868 года поселение носило название Чистяко́во по фамилии владельца поместья — таганрогского купца Чистякова. В это время в посёлке насчитывалось 148 дворов с населением 1013 человек. В 1875 году образовано Чистяковское горнопромышленное общество, на севере нынешнего Чистяково тогда работали шахты «Наклонная» и «Галерея», а также Алексеевское горнопромышленное общество (с 1907 году переименовано в «Надежда»). В 1909 году в Чистяковском горном районе добыли 4700 тыс. пудов угля, в 1916 году — 76 800 тыс. пудов угля.
В 1906 году было завершено строительство Свято-Михайловской церкви.
В 1924 году в Чистяковском горном районе насчитывалось 142 населённых пункта, здесь проживало 44 679 человек. Рудники и шахты Чистяковского района получили новые названия:
- Шахта № 1 → Шахта «Капитальная» — «Красная Звезда»
- Шахта № 2 (Надежда) → Шахта «Роза Люксембург»
- Шахта № 3 (Чистяковская копь Южно-Русского горно-промышленного общества) → рудник Юрго-Чистяковский
- Шахта № 5 (рудник С. Н. Дронова) → рудник Дроновский (Дроново)
- Шахта № 6 → Шахта Солёная
- Шахта № 7 (Рудник торгового дома Кошелева и В.Карпова) → рудник Кошелево (Кошелев и Карпов)
- Шахта № 8 → Шахта Донецко-Веренская
- Шахта № 9 → Шахта «Ольховские копи»
- Рудник Чистяково-Марьинского горно-промышленного общества (бывший рудник торговцев Д.Эстеревич и Коновалов) → рудник Чистяково-Марьинский

В 1932 году посёлок получил статус города. В 1933 году образован трест «Чистяковуголь», объединявший 10 угольных шахт, каменные карьеры.
4 января 1933 года в городскую черту города Чистяково вошли посёлки рудников «Южная Группа» и «Красная Звезда», а сам город отнесён к разряду городов областного подчинения со включением в городской совет упраздняемого Чистяковского района.
27 октября 1938 года к разряду посёлков городского типа (пгт) отнесены населённые пункты на территории современного Чистяково: пгт Западно-Группский
В 1940 годах образовано 3 районных совета города Чистяково (в настоящее время ликвидированы):
1. Красная Звезда
2. Южная группа
3. Станция Чистяково

31 октября 1941 года советские органы и войска оставили город, оккупирован германскими войсками.
2 сентября 1943 года город Чистяково освобождён войсками Южного фронта в ходе Донбасской операции:
- 5-й ударной армии в составе: 9-го стрелкового корпуса (генерал-майор Рослый, Иван Павлович) в составе: 99-й стрелковой дивизии (полковник Лисецкий, Дионисий Антонович), 320-й стрелковой дивизии (генерал-майор Швыгин, Илья Иванович); 127-й стрелковой дивизии (полковник Крымов, Маргазиан Галлиулович), 271-й стрелковой дивизии (полковник Говоров, Иван Павлович).

Войскам, участвовавшим в освобождении Донбасса, в ходе которого они овладели г. Чистяково и другими городами, приказом Верховного Главнокомандующего И. В. Сталина от 8 сентября 1943 года объявлена благодарность и в столице СССР Москве дан праздничный салют 20-ю артиллерийскими залпами из 224 орудий.
Приказом Верховного Главнокомандующего И. В. Сталина в ознаменование одержанной победы соединению, отличившемуся в боях за освобождение города Чистяково, присвоено наименование «Чистяковской»:
- 127-я стрелковая дивизия (3-го формирования) (полковник Крымов, Маргазиан Галлиулович)[25].

19 сентября 1958 года в городскую черту города Чистяково вошли посёлки Красная Зорька, Краснодарское и Шевченко (все три до 20 июня того же года были в составе Ольховского поселкового совета Шахтёрского района).
21 января 1959 года ликвидированы районы города Чистяково (Красная Звезда, Южная группа, Станция Чистяково).
16 июля 1964 года город Чистяково переименован в город Торез в честь генерального секретаря Французской коммунистической партии Мориса Тореза, который в молодости был шахтёром.
В январе 1989 года численность населения составляла 80 049 человек, в это время основой экономики города являлись добыча каменного угля, электротехнический завод, завод наплавочных твёрдых сплавов, мебельная фабрика и фабрика перфокарт.
В мае 1995 года Кабинет министров Украины утвердил решение о приватизации находившихся в городе АТП-11413, АТП-11467, автобазы «Торезантрацит», шахтоуправления № 1, завода наплавочных твёрдых сплавов и обогатительной фабрики, в июле 1995 года было утверждено решение о приватизации хлебокомбината, райсельхозтехники и местного совхоза.

### Война в Донбассе
С 2014 года в результате войны в Донбассе город находится под контролем самопровозглашённой Донецкой Народной Республики.
17 июля 2014 года в окрестностях города на участке местности между сёлами Рассыпное и Грабово упали обломки сбитого самолёта Boeing 777 авиакомпании Malaysia Airlines. Погибли все 298 человек, находившиеся на борту самолёта.
12 мая 2016 года Верховная Рада Украины присвоила городу старое название Чистяково в рамках кампании по декоммунизации. Переименование не было признано властями ДНР.

## География
Климат: умеренно континентальный
Рельеф местности: расположен в степях Донецкого кряжа
Дикая природа представлена разнообразием фауны включая белок, зайцев, ежей, кротов, куниц, ондатр, болотных черепах, лис, полевых мышей, диких кабанов, косуль, ястребов, сов, фазанов, диких уток, а также ядовитых и неядовитых змей, которые нередко селятся в черте города.
Начиная с 2014 года на территории Центрального посёлка и в степях возле города можно встретить кольчатую сколопендру.
По южным окраинам города протекает река Севастьянка.

## Население
Население городского совета на 1 января 1995 года — 78 825 чел. В 2009 году родилось 770 человек, в 2008-м — 828 чел. Умерло 1605 чел., в том числе детей в возрасте до 1 года — 13. Естественная убыль населения в 2009 году составила 835 чел.
Количество на начало года.
| Год  | Количество жителей |
| ---- | ------------------ |
| 1800 | 225                |
| 1859 | 835                |
| 1868 | 1013               |
| 1873 | 1570               |
| 1897 | 2335               |
| 1923 | 1095               |
| 1927 | 1936               |
| 1933 | 49183              |
| 1937 | 49900              |
| 1939 | 49451              |
| 1959 | 91549              |
| 1961 | 90000              |
| 1964 | 92000              |
| 1965 | 93000              |
| 1970 | 92897              |
| 1979 | 87209              |
| 1987 | 88000              |
| 1989 | 88049              |
| 1992 | 88100              |
| 1994 | 87200              |
| 1998 | 80100              |
| 2002 | 72346              |
| 2003 | 70101              |
| 2004 | 68230              |
| 2005 | 66446              |
| 2006 | 64789              |
| 2007 | 63364              |
| 2008 | 62045              |
| 2009 | 60886              |
| 2010 | 60032              |
| 2011 | 59199              |
| 2012 | 58728              |
| 2013 | 57998              |
| 2014 | 56993              |
| 2015 | 55924              |

Национальный состав города (с учётом населённых пунктов горсовета), по данным переписи населения 2001 года.
| N | Национальность | Количество | Уд. вес (%) |
| - | -------------- | ---------- | ----------- |
| 1 | Украинцы       | 48807      | 50,8        |
| 2 | Русские        | 43354      | 45,1        |
| 3 | Белорусы       | 1230       | 1,28        |
| 4 | Татары         | 1222       | 1,27        |
| 5 | Армяне         | 227        | 0,24        |
| 6 | Греки          | 141        | 0,15        |
|   | Всего          | 96026      | 100,00      |

### Языковой состав
Родной язык населения по данным переписи 2001 года:
| Язык       | Численность, чел. | Доля     |
| ---------- | ----------------- | -------- |
| Украинский | 12 389            | 17,03 %  |
| Русский    | 59 530            | 81,83 %  |
| Другое     | 826               | 1,14 %   |
| Итого      | 72 745            | 100,00 % |

## Экономика

### Промышленность

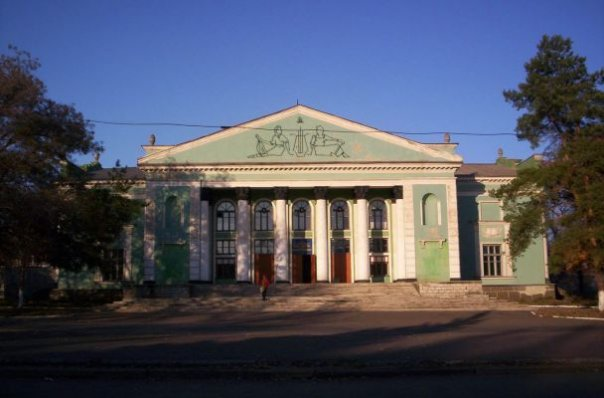
Площадь Маяковского

Горно-промышленный центр на востоке Донецкой области.

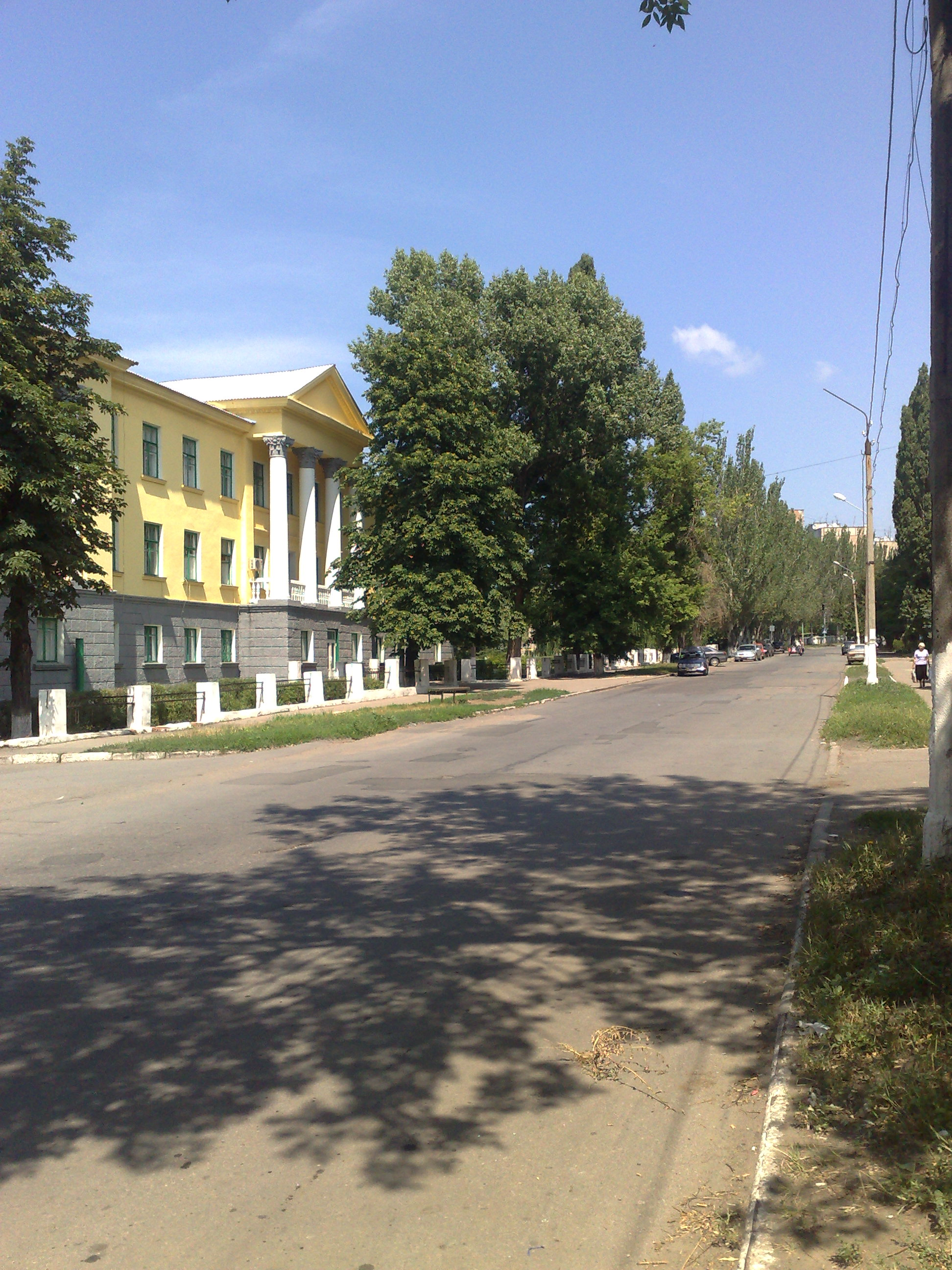
Городская больница № 5
(ул. 50 лет СССР)

В Торезе развита добыча антрацита (ГХК «Торезантрацит»), обогатительные фабрики — добыча угля в 2003 году — 703 тыс. тонн. Тяжёлое положение сложилось в угольной промышленности города. Ряд шахт то собираются закрывать, то снова разрабатывают по ним программы развития. Поверхностные комплексы закрываемых предприятий разрушаются. Жизнь в посёлках при них замирает. Наилучшие перспективы по добыче угля у шахт «Прогресс», «Яблоневская», имени Лутугина и Киселёва.
Действуют заводы: электротехнический (производство оборудования для управления электроприводами забойных машин), наплавочных твёрдых сплавов («Торезтвердосплав»), железобетонной шахтной крепи, ремонтно-механический. Фабрики: мебельная, «ЭВМинформ», пищевкусовая. Около половины общего количества занятых в народном хозяйстве трудятся в промышленности. При этом две трети населения (преимущественно молодёжь) покинуло город, отправившись на поиски работы в Донецк и другие крупные города Украины и СНГ.
Закрыты и разрушены некоторые Дворцы культуры, многие детские дошкольные учреждения.
- ЦОФ «Торезская» ГП «Торезантрацит»
- ОАО «Торезский завод шахтной крепи»
- ОП «Торезский ремонтно-механический завод» ГП «Торезантрацит»
- ОП «Шахтоуправление Волынское» (ГП «Торезантрацит»)
- Шахта «Тера» (ОАО)
- Торезский завод наплавочных твёрдых сплавов — ОАО «Торезтвердосплав»
- ЧАО «Торезская пищевкусовая фабрика»
- ОАО «Торезская типография» (проспект Гагарина)
- Торезский лесхоз
- Шахтоуправление Лутугина ГП «Торезантрацит»
- Шахта Прогресс ГП «Торезантрацит»
- ООО «Донроссуголь»

### Транспорт
Расположен на 66 км трассы Н-21 Донецк — Красный Луч — Луганск — Старобельск.
В Торезе существует хорошо развитая транспортная система внутреннего и внешнего сообщения. В городе работает 17 маршрутов общественного транспорта, представленного автобусами. Крепка транспортная связь с городами Снежное и Шахтёрск. Удобное географическое положение городов Торез и Снежное стало залогом создания крупной кольцевой маршрутной трассы, проходящей между этими городами.
Железнодорожный транспорт представлен тремя вокзалами:
- Торез (ул. Вокзальная)
- Рассыпное (пгт Рассыпное)
- Пелагеевский (пгт Пелагеевка)

Городские автобусные маршруты:
- 2 «Микрорайон № 3 — ЦОФ Киселёвская»
- 4 «Микрорайон № 3 — Ш-та им. Киселёва»
- 5 «Микрорайон № 3 — Ш-та Донецкая»
- 8 «Автостанция — пос. Крупской»
- 10 «Микрорайон № 3 — ЖД вокзал»
- 10-А «Микрорайон № 3 — Гор. больница № 5 — ЖД вокзал»
- 12 «Автостанция — пос. шахты 7-бис»
- 23 «Автостанция — Ш/у Волынское»
- 26 «Автостанция — пос. шахты Лесная»
- 26-A «Автостанция — Клуб шахты № 3-бис» (работа приостановлена)
- 27 «Микрорайон № 3 — Ш-та Объединённая»
- 30 «Микрорайон № 3 — Ш/у Торезское»
- 31 «Микрорайон № 3 — с. Петровское»

### Финансы
За 2012 год предприятиями города реализовано товаров на сумму 1363,9 млн грн. (из них в угольной отрасли — 1202,2 млн грн.). Объём реализованных услуг в 2012 году предприятиями и учреждениями г. Тореза составил 33420,2 тыс. грн. Товарооборот — 287 млн грн.

## Культура, социальная сфера
В городе с 9 июня 1929 года по июнь 1941 года и с мая 1945 года по июнь 2014 года издавалась городская газета «Горняк». С 1992 года работает студия городского телевидения.
Образование:

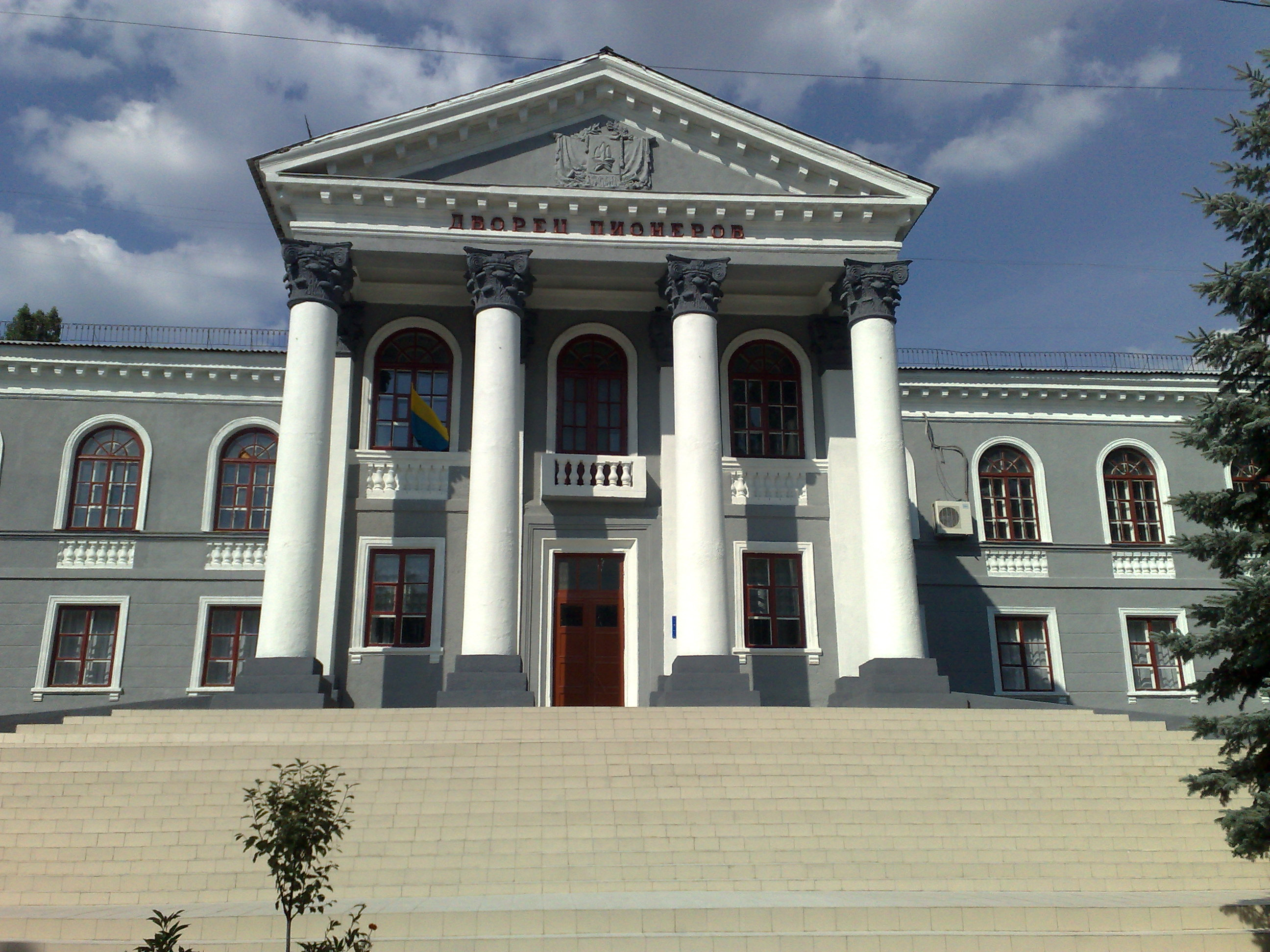
Дворец детского и юношеского творчества «Юность» после ремонта

Храм Святого Пророка Илии
в Торезе

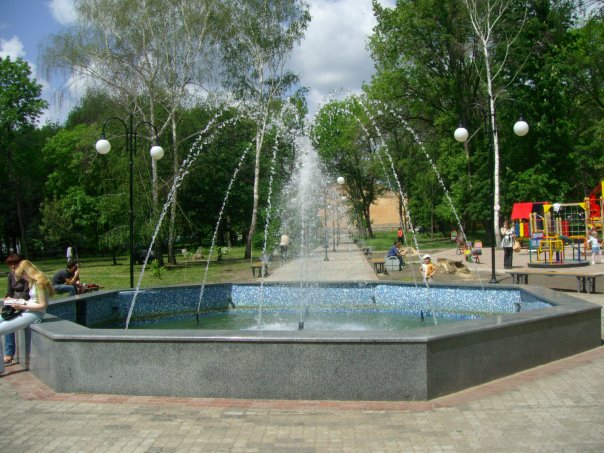
Центральный городской парк
им. 50-летия Победы

- Гуманитарная гимназия (ул. Энгельса)
- УВК ОШ 1—2 ступени № 1 лицей «Спектр»
- Академический колледж Донецкой государственной академии управления (Пионерская ул.)
- Медицинское училище (МКР-4)
- ВПТУ имени Стаханова (ул. Ленина)
- Профессиональный лицей (ул. Т. Бирлевой)
- Горный техникум имени А. Ф. Засядько (ул. Шестаковой)
- Городская детско-юношеская спортивная школа (ДЮСШ)
- 15 средних школ
- 16 дошкольных учреждений

Медицинская сфера:
- 8 лечебно-профилактических учреждений (470 койко-мест);
- Городская станция скорой помощи.
- Стоматологическая поликлиника

Городская система здравоохранения работает в едином медицинском пространстве, функционируют 4 межрайонных отделения (урологическое, офтальмологическое, отоларингологическое и региональный перинатальный центр).
Учреждения культуры:
- Централизованная библиотечная система в составе 7 библиотек;
- Школа искусств № 1 и Музыкальная школа № 2;
- 5 клубных учреждений — дворец творчества «Юность», дворец культуры им. В. Маяковского, клуб «Комсомолец» (пгт Рассыпное), клуб им. Кирова, клуб шахты «Прогресс»
- 3 общественных музея;
- на государственном учёте находится 32 памятника истории и культуры.
- открыт кинотеатр им. Артёма.

Религиозные учреждения
- Храм святителей Московских

Средства массовой информации:
- «Горняк» — городская газета (пр. Гагарина);
- «ТТВ» — Торезское телевидение (здание исполкома, 3 этаж);

## Микрорайоны и части города

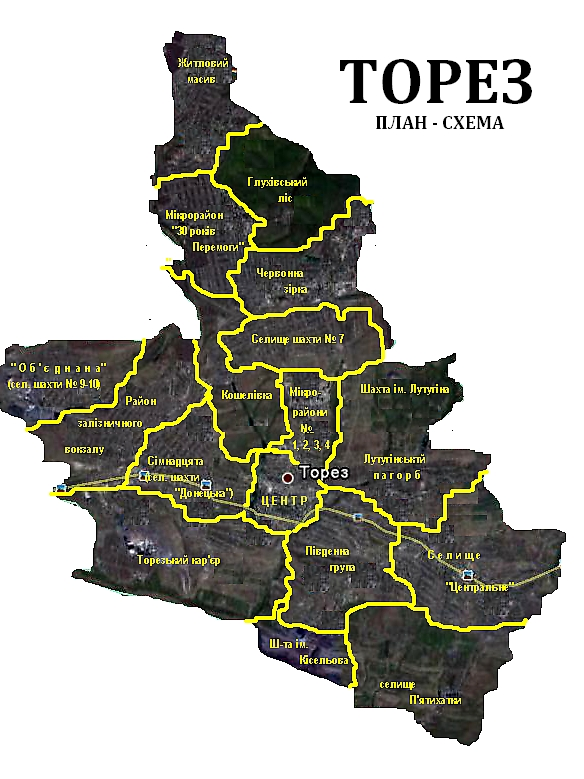
Районы и местности Тореза

- Центр — центральная часть города. Главная улица города — проспект Гагарина. В центре расположены Торезский городской совет, Дворец культуры им. В. Маяковского, сквер им. 50-летия Победы, (улицы Пионерская, Пушкина, 50 лет СССР, Николаева, Энгельса, Сызранцева, Стаханова, Поповича, пр. Гагарина, бульвар Ильича).
- Микрорайоны № 1, 2, 3, 4 — расположены севернее от центра. В микрорайоне № 4 расположена Центральная городская больница, Центральная городская библиотека, (ул. Энгельса)
- Южная группа («Шанхай», посёлки шахт № 25—27, ул. Ленина). На юге расположены: Центральная обогатительная фабрика «Киселёвская», шахта им. Киселёва, пром. площадки по сортированию и транспортировке антрацита.
- Центральный посёлок
- Пятихатки
- Лутугинский бугор (пос. Крупской, пос. шахты им. Лутугина, Коноваловка, Профсоюзная ул., ХАБстрой)
- Червона Зирка
- Микрорайон «30 лет Победы» — кварталы «А», «Б», «В», «Г»
- Жилмассив — посёлок бывшей шахты «Лесная»
- Семнадцатая  — местность на запад от Центра города (между старым городским прудом и пос. ж.-д. станции Торез)

Донецкий посёлок — местность Южнее Семнадцатой (занимает территорию от границы с посёлком Терновая до района Семнадцатая)
- Ж.-д. (Западная часть города, ж.-д. вокзал)
- Девятая (пос. бывш. шахты № 9—10 «Объединённая»)
  - пгт Рассыпное

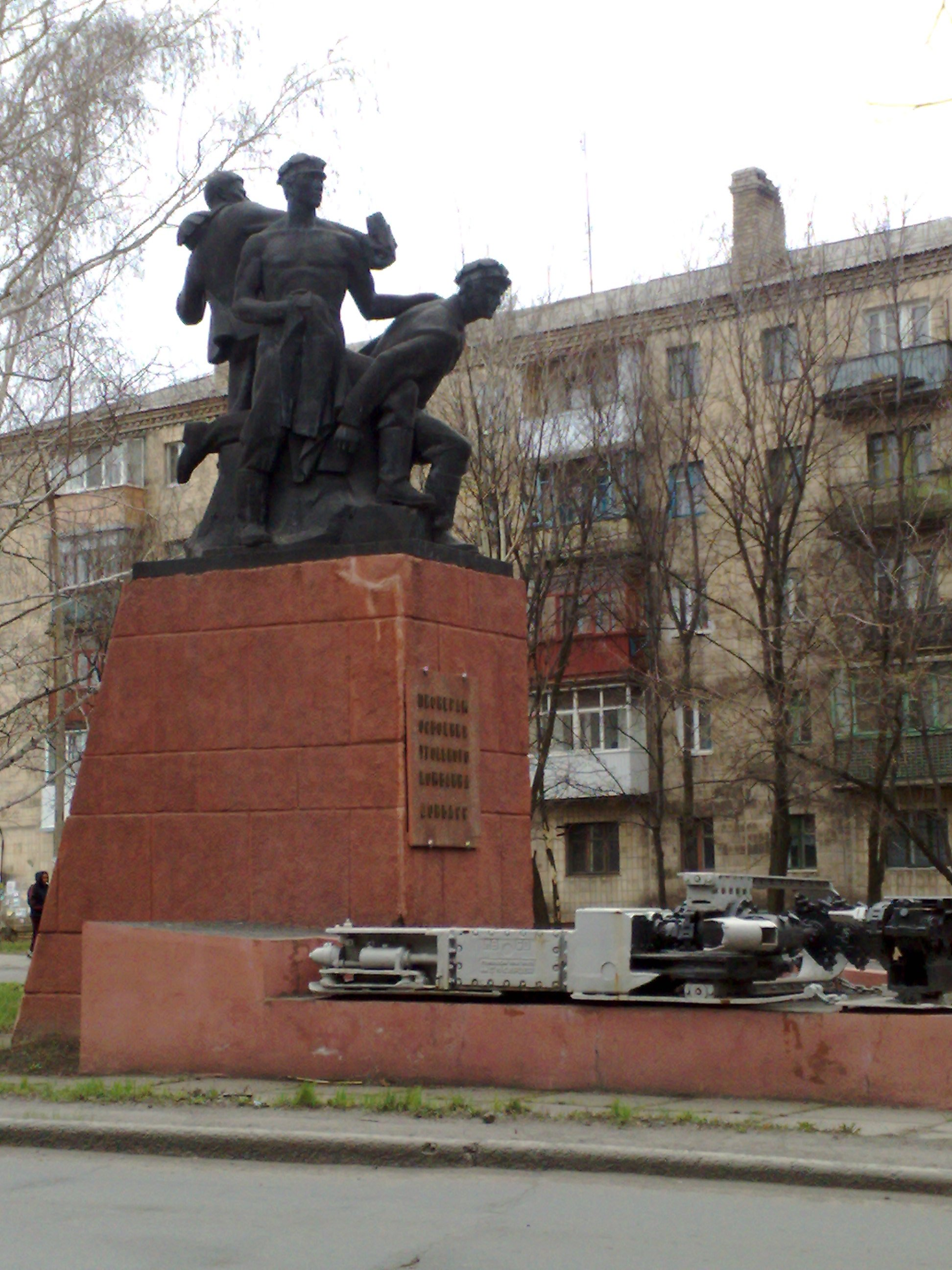
Монумент шахтёрам-испытателям угольного комбайна «Донбасс» (проспект Гагарина)

- Бугор (район кошелевской балки и старого кладбища)
- Стрела (район на западном выезде из города в сторону городов Шахтёрск, Харцызск, Макеевка, Донецк)
- 3-бис — посёлок шахты 3-бис
- Пелагеевка — посёлок возле ж.-д. станции «Пелагеевский»

## Достопримечательности
В центре Тореза с 1959 года установлен памятник В. Ленину, на пересечении улиц Энгельса и Пионерской размещён мемориальный комплекс Павшим Героям Великой Отечественной войны, в Центральном городском парке им. 50-летия Победы в 2005 году построена Часовня памяти жертв Чернобыльской катастрофы, Афганской войны, и памяти погибших шахтёров, воинов павших в боях за Дебальцево. При взъезде в город (пос. Донецкий) стоит монумент Родине-матери, точная копия которого установлена около школы № 4 (ул. Ленина). В городе множество памятных мест, посвящённых Великой Отечественной войне. Также в 2006 году на бывшем здании Городского совета (теперь Центр занятости) установлена мемориальная доска Памяти жертв Голодомора на Украине 1932—1933 годов. В Торезе также есть памятник советскому поэту В. Маяковскому (площадь Маяковского).
Визитной карточкой Тореза стал монумент шахтёрам-испытателям угольного комбайна «Донбасс», установленный при въезде в центр города в районе остановки «Музей» (пр. Гагарина).
Работает мемориальный музей зачинателя стахановского движения А. Г. Стаханова, который жил и работал в Торезе последние годы жизни и похоронен на местном городском кладбище (ул. Поповича), Комната-музей Мориса Тореза во Дворце детского и юношеского творчества «Юность» (Пионерская ул.).

## Галерея

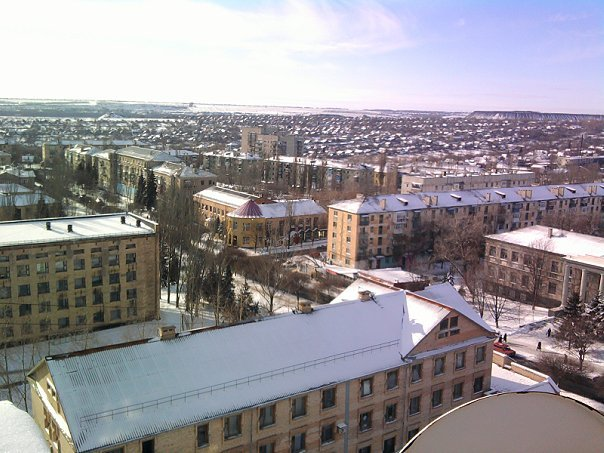
Перекрёсток ул. Николаева и Пионерской
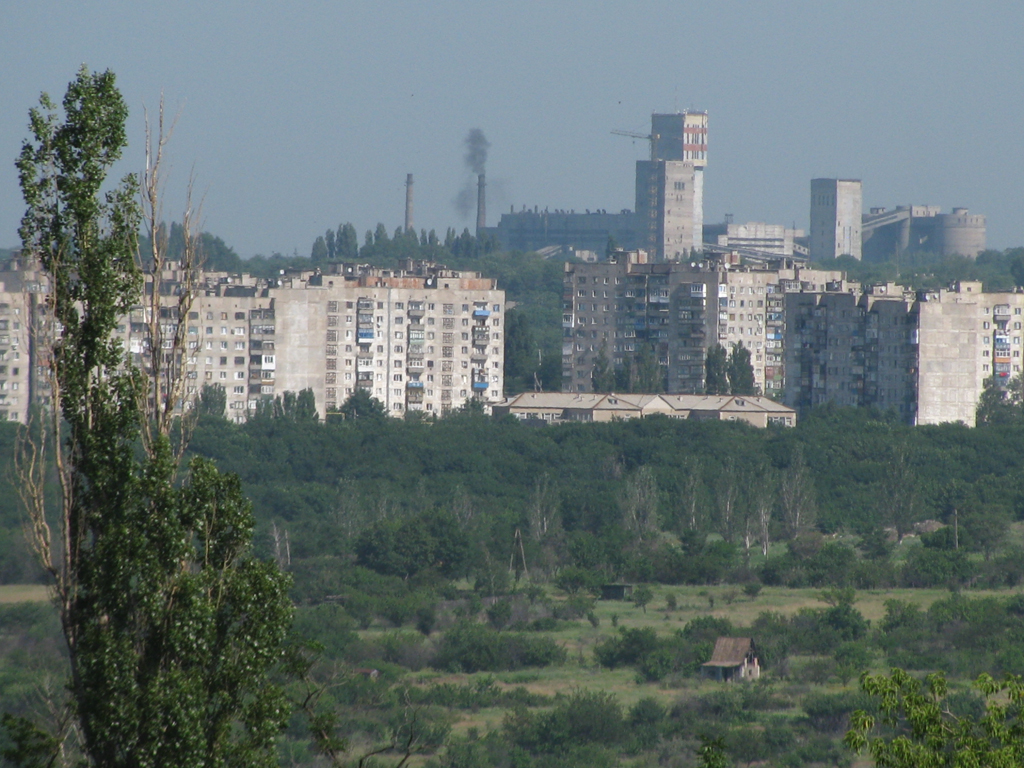
Шахта «Прогресс» в Торезе
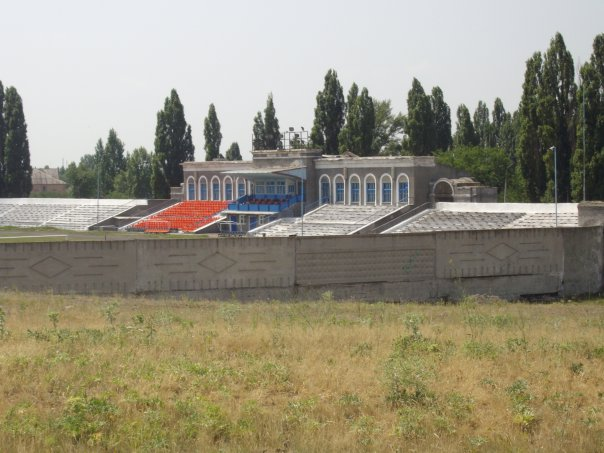
Стадион «Комсомолец»
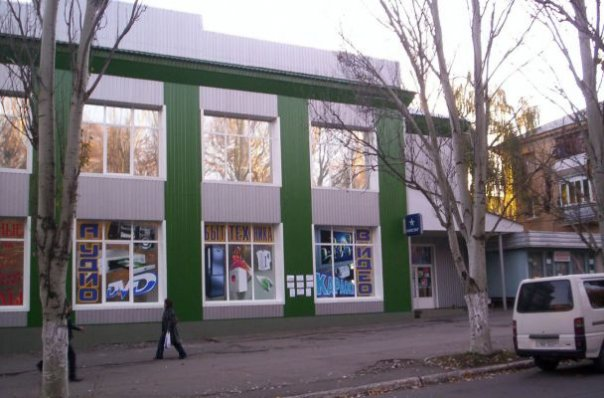
Центральный универмаг (бульв. Ильича)
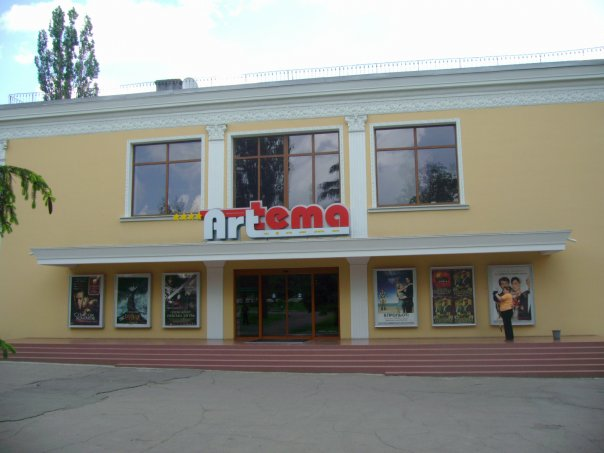
Кинотеатр «Артема»
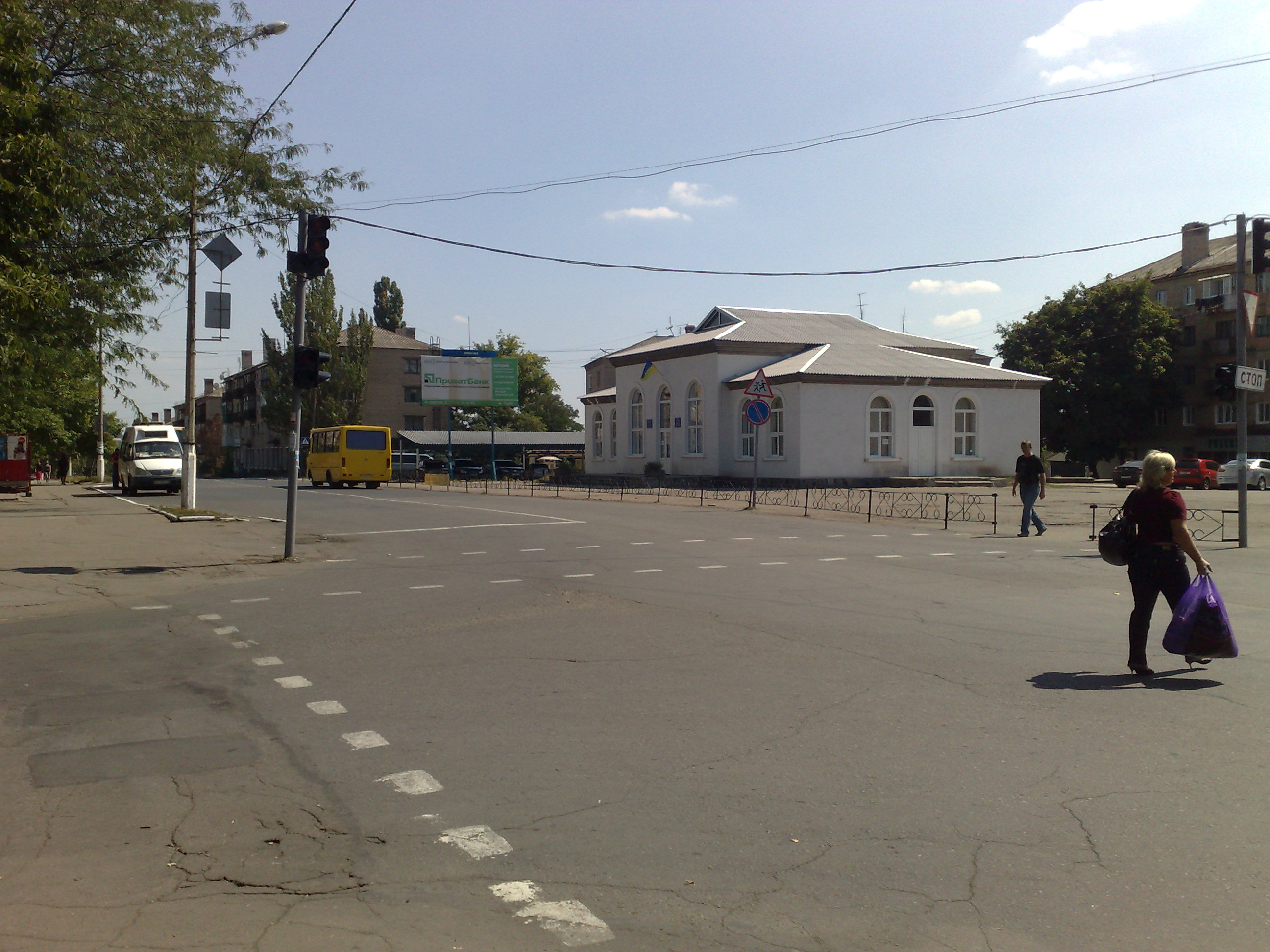
Здание РАГСа на проспекте Гагарина
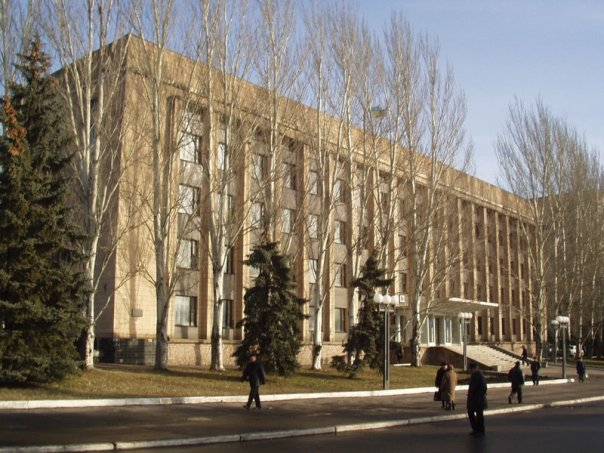
Здание исполкома Торезского городского совета

## Города-побратимы
- Алчевск
- Салломин
- Чебоксары[49]